# فولفغانغ شيلينغ
فولفغانغ شيلينغ (بالألمانية: Wolfgang Schilling)‏ (18 مارس 1957 بألمانيا الشرقية - ) هو لاعب كرة قدم ألماني (وحمل سابقاً جنسية ألمانيا الشرقية) في مركز الدفاع. لعب مع كارل زايس يينا.

## وصلات خارجية
- فولفغانغ شيلينغ على موقع قاعدة بيانات كرة القدم.إي يو (الإنجليزية)
- فولفغانغ شيلينغ على موقع عالم كرة القدم.نت (الإنجليزية)